# Walkenried
Pour les articles homonymes, voir Walken (homonymie).
Walkenried est une municipalité allemande du land de Basse-Saxe et l'arrondissement d'Osterode am Harz. Le château fort de Sachsenstein se trouve sur le territoire de la commune, en direction de Bad Sachsa. En 2021, Walkenried comptait 4 333 hab.

## Source
- (de) Cet article est partiellement ou en totalité issu de l’article de Wikipédia en allemand intitulé « Walkenried » (voir la liste des auteurs).